# William Nigh
William Nigh (12 de outubro de 1881 – 27 de novembro de 1955) foi um diretor, roteirista e ator norte-americano da era do cinema mudo.

## Filmografia parcial
- Mary Magdalene (1914)
- Wife Number Two (1917)
- The Fire Brigade (1927)
- Desert Nights (1929)
- City Limits (1934)
- The Headline Woman (1935)
- The 13th Man (1937)
- Rose of the Rio Grande (1938)
- The Gay Cavalier (1946)